# Vălenii (okręg Marusza)
Vălenii (węg. Székelyvaja) – wieś w Rumunii, w okręgu Marusza, w gminie Acățari. W 2011 roku liczyła 817 mieszkańców.